# Corrachia leucoplaga
Corrachia leucoplaga is een vlindersoort uit de familie van de prachtvlinders (Riodinidae), onderfamilie Euselasiinae.
Corrachia leucoplaga werd in 1913 beschreven door Schaus.